# Anker
Anker é uma marca da Oceanwing, uma empresa de tecnologia com sede em Changsha, na China, e com escritórios em Seattle e Shenzhen, que projeta, desenvolve e vende eletrônicos de consumo. Foi fundada por Steven Yang em 2011, depois de deixar seu cargo na Google. A empresa é conhecida principalmente por seus carregadores de bateria e cabos de carregamento. A Anker vende diretamente para o mercado ocidental através regionais lojas da web e Amazon Marketplace. O nome Anker foi dado a partir da palavra alemã âncora.

## História

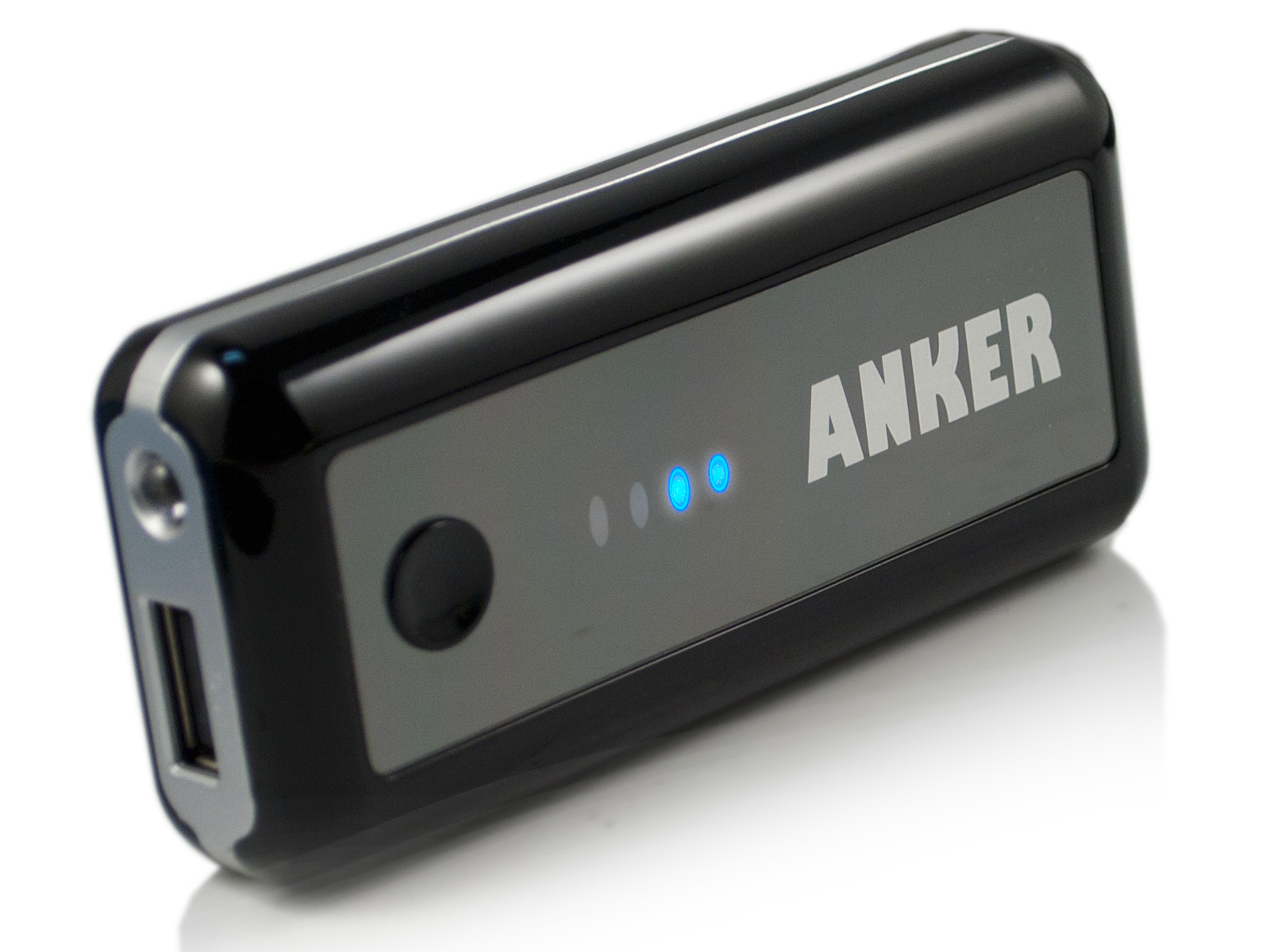
Um Anker 'Astro' carregador de bateria, móvel introduzido em 2011

Procurando atender o mercado para a alta qualidade, a preços acessíveis substituição baterias de laptop, Steven Yang começou Anker em 2011, depois de trabalhar como sênior engenheiro de software do Google. Embora ele viveu na Califórnia, com o tempo, ele se mudou para Shenzhen, na China, para estar mais perto da cadeia de abastecimento. O desenvolvimento das operações foi ajudado pela contratação de Dongping Zhao, em seguida, do Google, chefe de vendas na China, no início de 2012.
Reconhecendo um mercado de mobile dispositivos de carregamento, Anker comutação de seu foco para smartphone carregadores de bateria e de parede, carregadores, que agora compõem a maioria de suas vendas.
Anker mantém filiais na Califórnia, a Alemanha, o Reino Unido, Japão e China , bem como os terceirizados na Coreia do Sul, Kuwait, Arábia saudita e Roménia.

## Produtos
Os primeiros produtos da Anker foram focados em substituição baterias de laptop. Em 2012, começou a deslocar o foco em dispositivos para carregamento de telemóveis. Os dispositivos de carregamento Anker usam sua tecnologia PowerIQ, que detecta o dispositivo conectado e optimiza automaticamente a corrente entregue. O PowerIQ usa um chip para determinar quais os dispositivos que estão conectados para fornecer o mais alto fluxo de energia que o dispositivo permite e, como resultado, reduzindo a quantidade de tempo para um dispositivo para atingir a carga completa.
Muitos dos dispositivos  de carregamento Anker usam  diversas tecnologias de carregamento rápido, tais como a Carga Rápida. A Anker foi lembrada em 2015 como a marca líder de móveis carregadores na Amazon.com.

### Eufy
Movendo-se para fora de sua competência central, a Anker lançou a Eufy, uma marca de aparelhos inteligentes para o lar em setembro de 2016, com seu principal produto, o RoboVac 11. Em abril de 2018, a Eufy anunciou uma campanha no Indiegogo para o EverCam, uma câmara de segurança sem fio.

## Controvérsias
Em 2014, uma campanha no Indiegogo para promover um conjunto de acessórios magnéticos chamado Zolo foi lançado. Devido a longos prolongações dos períodos de fabricação, o projeto foi colocado em hiato e foi oferecidos aos 1863 apoiadores 200% de reembolso.
Em 2016, um lote de cabos de carregamento  Anker USB-Csofreu sofreu um defeito de fabricação, que poderia potencialmente causar danos ao hardware ligado, culminando a um recall.